# Wagneriala
Wagneriala — рід цикадок із ряду клопів.

## Опис
Цикадки довжиною близько 2—3 мм. Внутрішні апікальні осередки надкрил повністю роздільні. Дрібні, з переважно жовтим забарвленням, з витягнутим вперед тіменем. У Палеарктиці 5 видів.

## Систематика
У складі роду:
- Wagneriala franzi (Wagner, 1955)
- Wagneriala incisa (Then, 1897)
- Wagneriala minima (J. Sahlberg, 1871)
- Wagneriala palustris (Ribaut, 1936)
- Wagneriala sinuata (Then, 1897)